# Dolliver
Dolliver é uma cidade localizada no estado americano de Iowa, no Condado de Emmet.

## Demografia
Segundo o censo americano de 2000, a sua população era de 77 habitantes.
Em 2006, foi estimada uma população de 72, um decréscimo de 5 (-6.5%).

## Geografia
De acordo com o United States Census Bureau tem uma área de
0,9 km², dos quais 0,9 km² cobertos por terra e 0,0 km² cobertos por água. Dolliver localiza-se a aproximadamente 388 m acima do nível do mar.

## Localidades na vizinhança
O diagrama seguinte representa as localidades num raio de 20 km ao redor de Dolliver.